# Augusto Mesquitela Lima
Augusto Mesquitela Lima (Mindelo, 10 de gener de 1929 — Lisboa, 14 de gener de 2007) fou un antropòleg i escriptor capverdià.
Publicà més de 30 treballs científics i 25 llibres, entre els quals es troba Uma Leitura Antropológica da Poética de Sérgio Frusoni. Era considerat el degà dels antropòlegs capverdians, reconegut internacionalment com a especialista en art de l'Àfrica Central.

## Biografia
Mesquitela Lima era net de Bernardo Mesquitela, governador de Cap Verd l'any 1913. Estudià al Liceu do Mindelo i inicià la seva carrera de funcionari colonial, l'any 1949, com a comptable de la Duana de Cap Verd. L'any 1952 fou destinat a Angola com a responsable de l'oficina d'Inspecció dels Serveis Administratius i Negocis Indígenes. Continuà els seus estudis a Lisboa l'any 1959 a l'Instituto Superior de Ciências Sociais e Política Ultramarina. Format en Estudis Polítics i Socials d'Ultramar, fou destinst a l'Institut d'Investigació Científica d'Angola, en concret a Luanda, on exercí com a director del Museu d'Angola. Va fundar el Museu do Dundo, en la província de Lunda Norte, a l'est d'Angola, on va estudiar diversos grups ètnics, en especial els kyaka.
Va tornar a Portugal després de la Revolució del 25 d'abril de 1974. A partir de 1975 va passar a ser docent a la Universitat Nova de Lisboa, on fou professor catedràtic i jubilat com a professor d'Antropologia cultural de la Facultat de Ciències Sociais i Humanes.
L'any 1977 es va doctorar a la Universitat de París X - Nanterre. També a París va treballar amb grans noms de l'antropologia mundial com Claude Lévi-Strauss o Roger Bastide. L'any 1978 va crear el Departament d'Antropologia a la Universitat Nova de Lisboa, així com l'Institut d'Estudis Africans.
En el moment de la seva mort, Mesquitela Lima era director de l'Institut Superior de Gestió. Morí a causa d'una pneumònia.

## Obres
- Mesquitela Lima, Augusto; Martinez, Benito; Lopes filho, João. Introdução à antropologia cultural. 9a edició.  Presença, 1991. ISBN 972-231281-2.